# Spea intermontana
Spea intermontana е вид земноводно от семейство Scaphiopodidae.

## Разпространение
Видът е разпространен в Канада и САЩ.